# Минеральные источники Чанты-Аргуна
Минеральные источники Чанты-Аргуна — памятник природы, расположенный в Шатойском районе Чечни в 0,5 км севернее селения Зоны на надпойменной террасе правого берега реки Чанты-Аргун у автодороги Грозный — Шатой.
Минеральная вода получается из нижнемеловых отложений свода Варандыйской антиклинали с глубины 1300 метров. Вода сульфидно-сероводородно-хлоридно-натриевая, имеет температуру 56 °C, дебит 343 л/сут. Вода используется для наружных бальнеологических процедур, лечения некоторых заболеваний сердечно-сосудистой системы, центральной нервной системы, нарушений обмена веществ и ряда других заболеваний.
С 2006 года имеет статус особо охраняемой природной территории республиканского значения.